# Nynäshamns stad
Denna artikel handlar om den tidigare kommunen Nynäshamns stad. För orten se Nynäshamn, för dagens kommun, se Nynäshamns kommun.
Nynäshamns stad var en kommun i Stockholms län.

## Administrativ historik
Nynäshamns stad bildades den 1 januari 1946 (enligt beslut den 2 november 1945) genom en ombildning av Nynäshamns köping. Den nya staden hade 6 883 invånare och omfattade en areal av 14,76 km², varav 14,70 km² land.
Den 1 januari 1964 överfördes till staden och Nynäshamns församling från Ösmo landskommun och Ösmo församling ett område med 35 invånare och omfattande en areal av 12,60 kvadratkilometer land.
Nynäshamns stad ombildades 1 januari 1971 till Nynäshamns kommun.

### Judiciell tillhörighet
I likhet med andra under 1900-talet inrättade stadskommuner fick staden inte egen jurisdiktion utan låg fortsatt under landsrätt i Södertörns domsaga och Södertörns domsagas tingslag.

### Kyrklig tillhörighet
I kyrkligt hänseende tillhörde staden först Ösmo församling, ur vilken stadens område utbröts den 1 januari 1947 (enligt beslut den 23 november 1945) för att bilda Nynäshamns församling.

### Sockenkod
För registrerade fornfynd med mera så återfinns staden inom ett område definierat av sockenkod 0061 som motsvarar den omfattning staden hade kring 1950.

## Stadsvapen
Blasonering: I fält av silver ett svart ankare och däröveren av vågskura bildad röd ginstam, belagd med tre kugghjul av silver.
Vapnet är resultatet av en tävling och syftar på sjöfart och industri. Det fastställdes 1946. Efter kommunbildningen registrades vapnet i PRV 1977.
Stadsvapnet kröns även med en murkrona som endast får användas av kommuner som haft stadsrättigheter. Utan murkrona är det ett vapen för kommuner.

## Geografi
Nynäshamns stad omfattade den 1 januari 1952 en areal av 14,76 km², varav 14,70 km² land. Efter nymätningar och arealberäkningar färdiga den 1 januari 1955 omfattade staden den 1 januari 1961 en areal av 15,24 km², varav 15,22 km² land.

### Tätorter i staden 1960
I Nynäshamns stad fanns tätorten Nynäshamn, som hade 9 364 invånare den 1 november 1960. Tätortsgraden i staden var då 99,6 procent.

## Befolkningsutveckling
| Befolkningsutvecklingen i Nynäshamns stad 1945–1970 | Befolkningsutvecklingen i Nynäshamns stad 1945–1970 | Befolkningsutvecklingen i Nynäshamns stad 1945–1970 | Befolkningsutvecklingen i Nynäshamns stad 1945–1970 | Befolkningsutvecklingen i Nynäshamns stad 1945–1970 |
| --- | --------------------------------------------------- | --------------------------------------------------- | --------------------------------------------------- | --------------------------------------------------- |
| |                                                     |                                                     |                                                     |                                                     |
| År |                                                     |                                                     | Folkmängd                                           |                                                     |
| 1945 | 1945                                                |                                                     | 6 883                                               |                                                     |
| 1950 | 1950                                                |                                                     | 7 901                                               |                                                     |
| 1955 | 1955                                                |                                                     | 8 376                                               |                                                     |
| 1960 | 1960                                                |                                                     | 9 404                                               |                                                     |
| 1965 | 1965                                                |                                                     | 10 400                                              |                                                     |
| 1970 | 1970                                                |                                                     | 11 084                                              |                                                     |
| Anm: För 1945: befolkning enligt folkräkning 31 december enligt den administrativa indelningen den 1 januari följande år. 1950 avser befolkning enligt folkräkning den 31 december enligt den administrativa indelningen den 1 januari 1952. 1955 avser den kyrkobokförda befolkningen den 31 december enligt den administrativa indelningen den 1 januari följande år. 1960 & 1965 avser befolkning enligt folkräkning den 1 november enligt den administrativa indelningen den 1 januari följande år. 1970 avser befolkningen den 1 november 1970 i det område som staden omfattade när den blev del av Nynäshamns kommun 1 januari 1971. |                                                     |                                                     |                                                     |                                                     |

## Politik

### Mandatfördelning i valen 1946-1966
| 5 | 18 |  | 4 | 2 |

| 26 |

| 2 | 20 | 4 | 4 |

| 22 | 8 |

| 2 | 19 | 6 | 3 |

| 25 | 5 |

| 2 | 20 | 4 | 4 |

| 22 | 8 |

| 2 | 19 |  | 5 | 3 |

| 24 | 6 |

| 3 | 17 | 2 | 6 | 2 |

| 24 | 6 |